# Jim Abrahams
Jim Abrahams (Shorewood, Wisconsin, 1944. május 10. – Santa Monica, Kalifornia, 2024. november 26.) amerikai filmrendező, forgatókönyvíró, filmproducer, a ZAZ (Zucker Abrahams and Zucker) néven ismert rendezőtrió tagja.

## Élete
Jim Abrahams egy zsidó családban született Louise M. Ogens kutató és Norman S. Abrahams ügyvéd gyermekeként a wisconsini Shorewoodban. Tanulmányait is szülővárosában végezte. Gyermekkora nagy részét a szintén wisconsini Eagle Riverben töltötte.
Abrahams filmek írójaként és rendezőként kereste kenyerét. Legtöbb alkotását Jerry Zucker és David Zucker testvérekkel együtt írta és rendezte, mint például a Airplane! (amelyért a legjobb forgatókönyvért BAFTA-díjra jelölték) és a Csupasz pisztoly széria első két része. Zucker-testvérek és Abrahams együtt nőttek fel Wisconsinban, és vezetéknevük kezdőbetűiből sokan ZAZ-triónak nevezik őket és vígjátékokat, azon belül paródiafilmeket készítettek. Zucker-testvérek nélkül, önállóan, is rendezett filmeket, mint például a két Nagy durranás. 
Abrahams és felesége, Nancy Cocuzzo együtt alapította a The Charlie Foundation To Help Cure Pediatric Epilepsy nevű alapítványt, aminek a fő irányvonala a gyermekgyógyászat és az epilepszia gyógyítása.

## Filmográfia

### Film
| Év   | Magyar cím                                    | Eredeti cím                                | Feladatkör | Feladatkör | Feladatkör      | Megjegyzések                                 |
| Év   | Magyar cím                                    | Eredeti cím                                | Rendező    | Író        | Vezető producer | Megjegyzések                                 |
| ---- | --------------------------------------------- | ------------------------------------------ | ---------- | ---------- | --------------- | -------------------------------------------- |
| 1977 | Kentucky Fried mozi                           | The Kentucky Fried Movie                   | Nem        | Igen       | Nem             |                                              |
| 1980 | Airplane!                                     | Airplane!                                  | Igen       | Igen       | Igen            | - társrendező: - David Zucker - Jerry Zucker |
| 1984 | Top Secret                                    | Top Secret!                                | Igen       | Igen       | Igen            | - társrendező: - David Zucker - Jerry Zucker |
| 1986 | Borzasztó emberek                             | Ruthless People                            | Igen       | Nem        | Nem             | - társrendező: - David Zucker - Jerry Zucker |
| 1988 | Csupasz pisztoly                              | Naked Gun: From the Files of Police Squad! | Nem        | Igen       | Igen            |                                              |
| 1988 | A nagy üzlet                                  | Big Business                               | Igen       | Nem        | Nem             |                                              |
| 1990 | Siker teszi az embert                         | Welcome Home, Roxy Carmichael              | Igen       | Nem        | Nem             |                                              |
| 1990 | Cry-Baby                                      | Cry-Baby                                   | Nem        | Nem        | Igen            |                                              |
| 1991 | Nagy durranás                                 | Hot Shots!                                 | Igen       | Igen       | Nem             |                                              |
| 1991 | Csupasz pisztoly 2 és 1/2                     | The Naked Gun 2½: The Smell of Fear        | Nem        | Nem        | Igen            |                                              |
| 1993 | Nagy durranás 2. – A második pukk             | Hot Shots! Part Deux                       | Igen       | Igen       | Nem             |                                              |
| 1994 | Csupasz pisztoly 33 1/3 – Az utolsó merénylet | Naked Gun 33⅓: The Final Insult            | Nem        | Nem        | Igen            |                                              |
| 1994 |                                               | An Introduction to the Ketogenic Diet      | Igen       | Nem        | Nem             | dokumentum-rövidfilm                         |
| 1998 | Maffia!                                       | Mafia!                                     | Igen       | Igen       | Nem             |                                              |
| 2006 | Horrorra akadva 4.                            | Scary Movie 4                              | Nem        | Igen       | Nem             |                                              |

Színészként
| Év   | Magyar cím          | Eredeti cím              | Szerep                   |
| ---- | ------------------- | ------------------------ | ------------------------ |
| 1977 | Kentucky Fried mozi | The Kentucky Fried Movie | technikus / bemondó      |
| 1980 | Airplane!           | Airplane!                | vallási fanatikus        |
| 1984 | Top Secret          | Top Secret!              | német katona             |
| 1988 | Amerikába jöttem    | Coming to America        | arc a vágóterem padlóján |
| 1991 | Oscar               | Oscar                    | postás                   |
| 2019 |                     | Fat: A Documentary       | önmaga                   |

### Televízió
| Év   | Magyar cím                   | Eredeti cím         | Feladatkör | Feladatkör | Feladatkör | Megjegyzések                                         |
| Év   | Magyar cím                   | Eredeti cím         | Rendező    | Író        | Producer   | Megjegyzések                                         |
| ---- | ---------------------------- | ------------------- | ---------- | ---------- | ---------- | ---------------------------------------------------- |
| 1982 | Nagyon különleges ügyosztály | Police Squad!       | Igen       | Igen       | Vezető     | - sorozat megalkotója - rendező és író (próbaepizód) |
| 1997 | Sohasem ártok                | ...First Do No Harm | Igen       | Nem        | Vezető     | tévéfilm                                             |
| 2019 |                              | Late Night Berlin   | Nem        | Nem        | Kreatív    | 1 epizód                                             |

Színészként
| Év   | Cím                                     | Szerep       | Megjegyzések |
| ---- | --------------------------------------- | ------------ | ------------ |
| 1972 | The Tonight Show Starring Johnny Carson | előadóművész | 1 epizód     |
| 1974 | The Midnight Special                    | előadóművész | 1 epizód     |

## Fordítás
- Ez a szócikk részben vagy egészben  a   Jim Abrahams című angol Wikipédia-szócikk fordításán alapul.  Az eredeti cikk szerkesztőit annak laptörténete sorolja fel. Ez a jelzés csupán a megfogalmazás eredetét és a szerzői jogokat jelzi, nem szolgál a cikkben szereplő információk forrásmegjelöléseként.